# Andres Herkel
Andres Herkel (ur. 14 sierpnia 1962 w Tallinnie) – estoński polityk i publicysta, poseł IX, X, XI, XII i XIII kadencji, lider Estońskiej Partii Wolności (2014–2017, 2018).

## Życiorys
Ukończył w 1985 psychologię, a w 1998 historię na Uniwersytecie w Tartu. Pracował jako badacz i wykładowca w instytutach naukowych. Był również doradcą ds. mediów frakcji parlamentarnej Związku Ojczyźnianego. Należał do tej partii od połowy lat 90., później wraz z nią współtworzył ugrupowanie Isamaa ja Res Publica Liit. Opublikował kilka pozycji książkowych, jest także autorem tomików poetyckich i esejów.
W 1999 po raz pierwszy został wybrany na posła do Zgromadzenia Państwowego. Z powodzeniem ubiegał się o reelekcję w 2003, 2007 i 2011. Po ostatnich z tych wyborów odszedł z dotychczasowej formacji. W 2014 stanął na czele nowo powołanej Estońskiej Partii Wolności. Partia ta w wyborach w 2015 przekroczyła próg wyborczy, a Andres Herkel ponownie uzyskał mandat poselski. W 2017 przestał kierować swoją partią; powrócił jednak na funkcję przewodniczącego w 2018, jednak jeszcze w tym samym roku zastąpił go Kaul Nurm.

## Odznaczenia
Odznaczony m.in. Orderem Gwiazdy Białej IV klasy (2005), Krzyżem Wielkim Orderu Leopolda II (2008), Krzyżem Oficerskim Orderu Zasługi Rzeczypospolitej Polskiej (2009), Narodowym Orderem Zasługi III klasy (2011).
W 2002 otrzymał Medal Rady Bałtyckiej.